# Oro Valley
Oro Valley és una població dels Estats Units a l'estat d'Arizona. Segons el cens del 2007 tenia 40.195 habitants.

## Demografia
Segons el cens del 2000, Oro Valley tenia 29.700 habitants, 12.249 habitatges, i 9.382 famílies La densitat de població era de 360,3 habitants/km².
Dels 12.249 habitatges en un 27% hi vivien nens de menys de 18 anys, en un 69,8% hi vivien parelles casades, en un 4,9% dones solteres, i en un 23,4% no eren unitats familiars. En el 19,4% dels habitatges hi vivien persones soles el 8,2% de les quals corresponia a persones de 65 anys o més que vivien soles. El nombre mitjà de persones vivint en cada habitatge era de 2,41 i el nombre mitjà de persones que vivien en cada família era de 2,76.
Per edats la població es repartia de la següent manera: un 21,5% tenia menys de 18 anys, un 4,5% entre 18 i 24, un 23,5% entre 25 i 44, un 27,7% de 45 a 60 i un 22,7% 65 anys o més.
L'edat mediana era de 45 anys. Per cada 100 dones de 18 o més anys hi havia 91 homes.
La renda mediana per habitatge era de 61.037 $ i la renda mediana per família de 67.563 $. Els homes tenien una renda mediana de 55.522 $ mentre que les dones 31.517 $. La renda per capita de la població era de 31.134 $. Aproximadament el 2,4% de les famílies i el 3,1% de la població estaven per davall del llindar de pobresa.

## Poblacions més a prop
El següent diagrama mostra les poblacions més a prop.